# De Wallen
De Wallen, De Walletjes ou Bairro da Luz Vermelha é um bairro da cidade de Amsterdã, nos Países Baixos, famoso por ser uma zona de prostituição legalizada. O bairro é constituído por um conjunto de ruelas estreitas agrupadas em torno da Igreja Velha (Oude Kerk). No bairro, há boates, restaurantes, bares, cafés, coffeeshops, cinemas eróticos, sex shops, bares de strip-tease, museu do sexo e a prostituição propriamente dita, que é praticada em vitrines vermelhas voltadas para a rua onde as prostitutas se exibem para os transeuntes.

## Etimologia
"Walletjes" é um termo neerlandês que significa "murinhos".

## História

### Século XIII-XVII
No século XIII, a cidade de Amsterdã começou a se tornar um importante porto. Com o porto, houve o surgimento quase natural da prostituição no bairro. Ao longo dos séculos seguintes, a prostituição no bairro foi combatida pelas autoridades sem muito sucesso, até que, no século XVII, ela foi finalmente legalizada.

### Século XIX
Em 1811, durante o período napoleônico, a proibição da prostituição foi suspensa. Neste período, os soldados franceses eram os principais clientes das prostitutas em De Wallen. A regulamentação foi introduzida e houve controles de saúde obrigatórios para proteger os soldados de doenças venéreas. Eles receberam um cartão vermelho que era uma permissão para trabalhar. Se fossem encontrados infectados, o cartão era suspenso até quando eles pudessem provar que estavam livres de doenças. Como não havia tratamento confiável paraa sífilis nessa época, isso resultou em a tratamentos perigosos, como banhos de mercúrio, para aliviar os sintomas.

### Século XXI

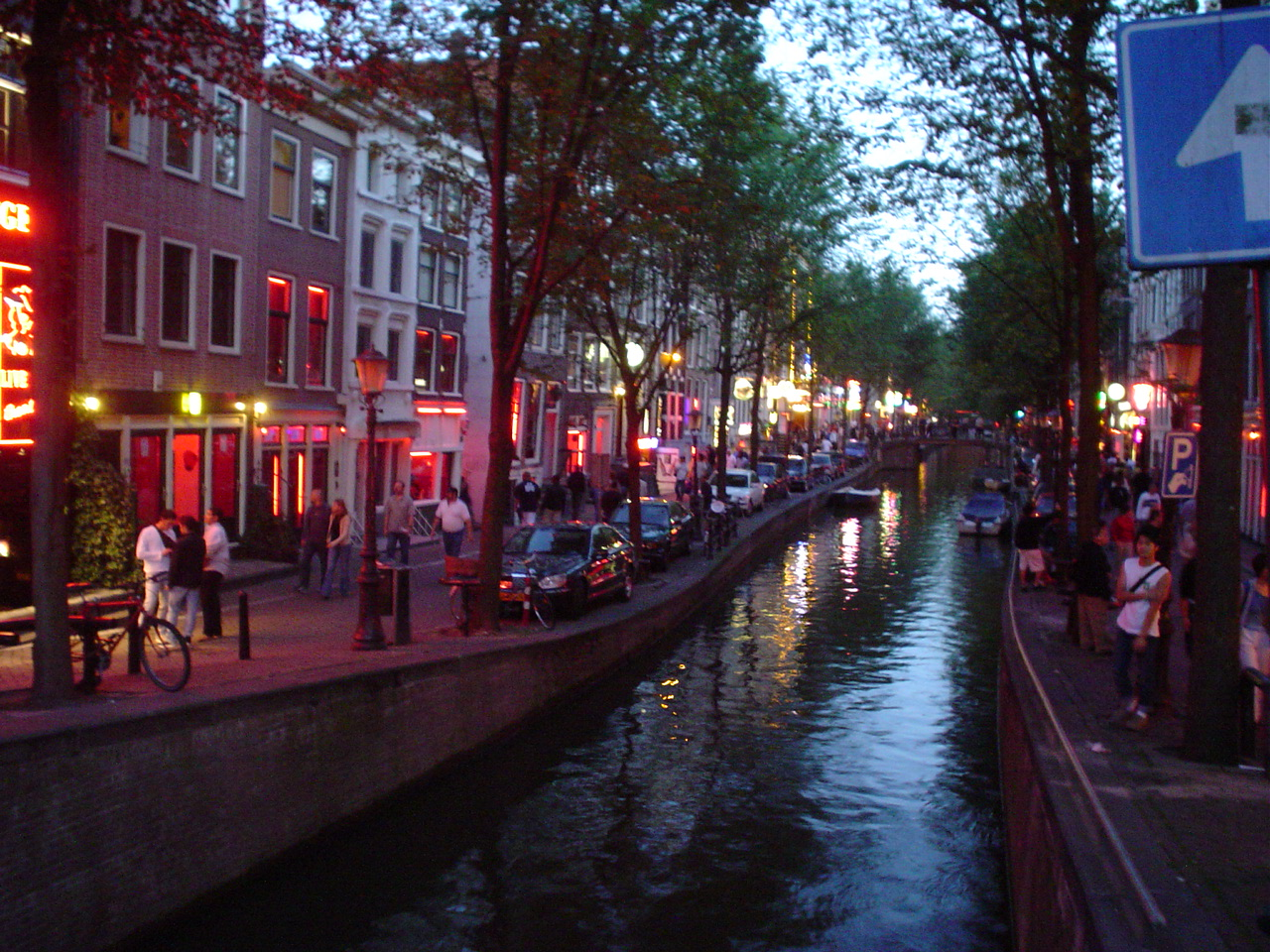
O Bairro da Luz Vermelha de Amsterdã

Em fevereiro de 2021, a Câmara Municipal aprovou retirar o negócio do sexo das ruelas de De Wallen e passá-lo para um lugar fora do centro da cidade, embora a localização ainda não tenha sido divulgada.
Com isso a autarquia pretende regular o negócio, combater o tráfico de seres humanos, fornecendo um ambiente mais seguro para os trabalhadores, além de conseguir desmobilizar as hordas de turistas que percorrem o Red Light District.
As visitas guiadas já tinham sido proibidas em abril de 2020.

## Na cultura popular
O jogo eletrônico Call of Duty: Modern Warfare II é ambientado em Amsterdã. No jogo a zona de prostituição De Wallen e a igreja Oude Kerk foram magistralmente reconstruídas.

## Galeria

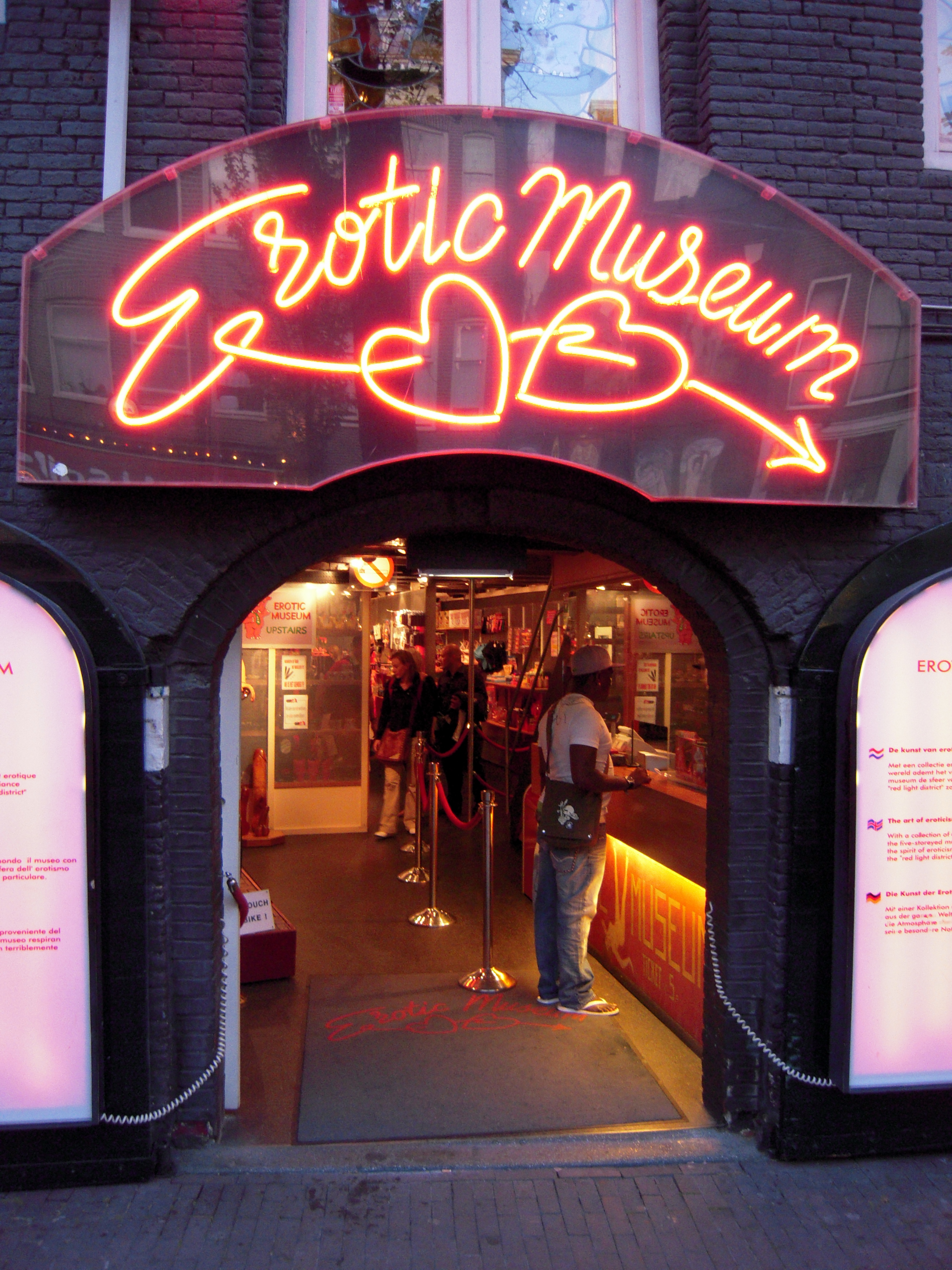
Museu Erótico
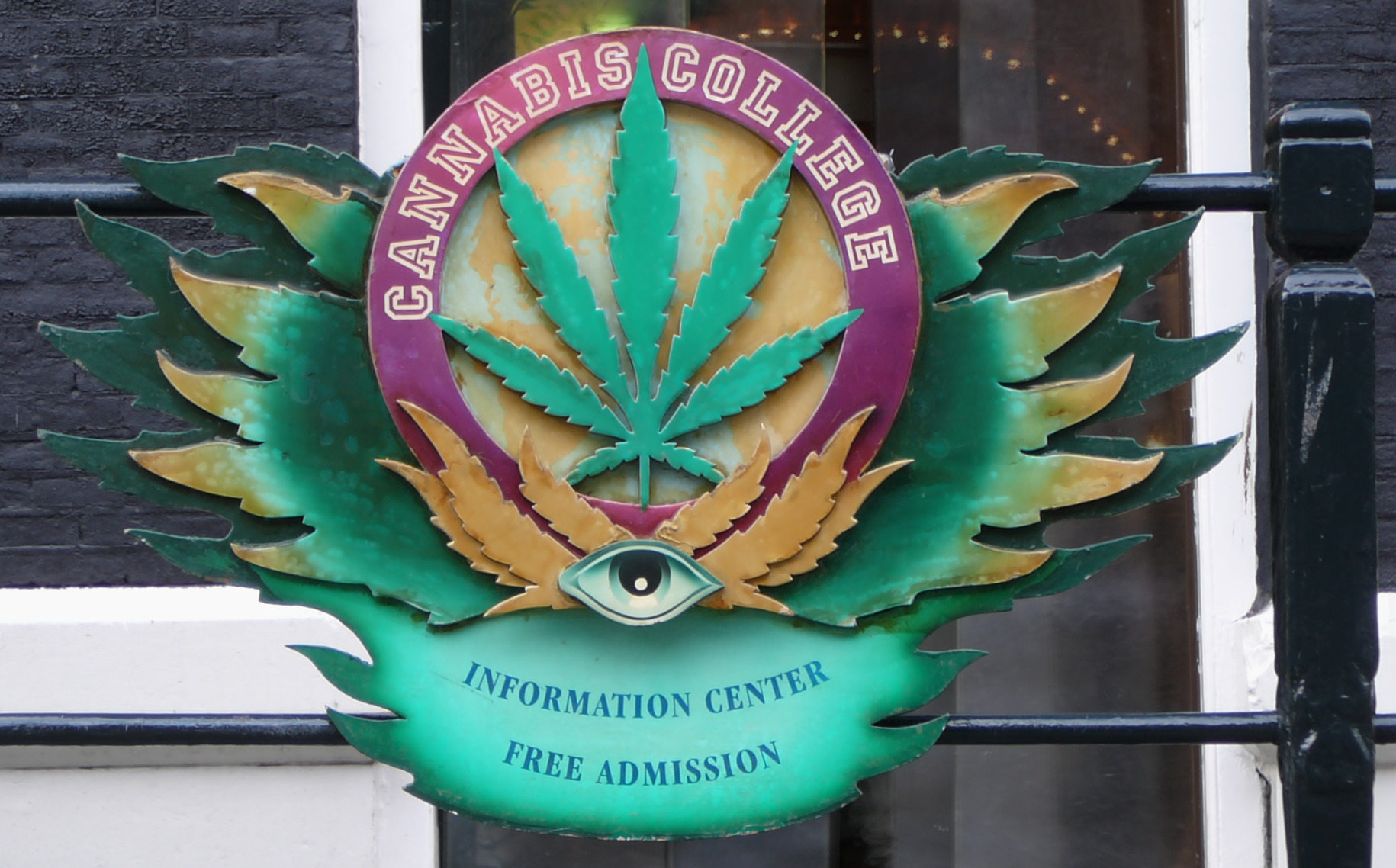
Centro de Informação do Cannabis College
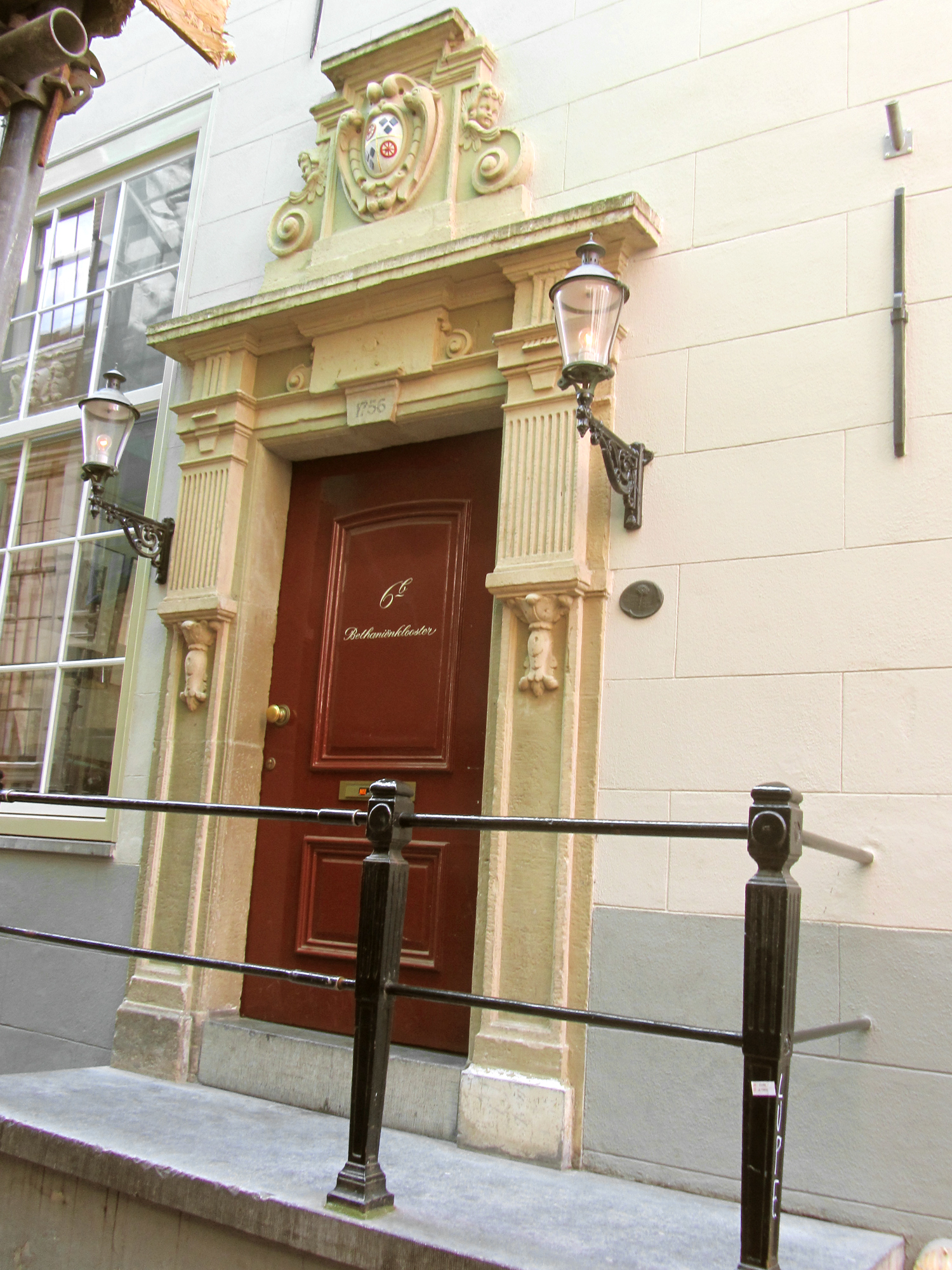
Convento das Irmãs de Santa Maria de Betânia